# Adama Ba
Adama Ba (Ả Rập: آدما با; sinh ngày 27 tháng 8 năm 1993) là một cầu thủ bóng đá Mauritanie thi đấu ở vị trí tiền vệ trái cho câu lạc bộ Gazişehir Gaziantep.

## Quốc tế
Anh ra sân 29 lần cho Đội tuyển bóng đá quốc gia Mauritanie, ghi 4 bàn thắng.

### Bàn thắng quốc tế
Bàn thắng và kết quả của Maurtianie được để trước.
| #  | Ngày                 | Địa điểm                                                  | Đối thủ    | Bàn thắng | Kết quả | Giải đấu           |
| -- | -------------------- | --------------------------------------------------------- | ---------- | --------- | ------- | ------------------ |
| 1. | 10 tháng 9 năm 2013  | Oliva Nova Resort, Oliva, Tây Ban Nha                     | Canada     | 1–0       | 1–0     | Giao hữu           |
| 2. | 12 tháng 4 năm 2014  | Sân vận động Olympique, Nouakchott, Mauritanie            | Mauritius  | 1–0       | 1–0     | Vòng loại CAN 2015 |
| 3. | 31 tháng 3 năm 2015  | Sân vận động Olympique, Nouakchott, Mauritanie            | Niger      | 1–0       | 2–0     | Giao hữu           |
| 4. | 16 tháng 10 năm 2018 | Sân vận động Cheikha Ould Boïdiya, Nouakchott, Mauritanie | Angola     | 1–0       | 1–0     | Vòng loại CAN 2019 |
| 5. | 26 tháng 3 năm 2019  | Sân vận động Thể thao Accra, Accra, Ghana                 | Ghana      | 1–1       | 1–3     | Giao hữu           |
| 6. | 14 tháng 6 năm 2019  | Sân vận động Marrakech, Marrakesh, Maroc                  | Madagascar | 1–1       | 3–1     | Giao hữu           |